# كايا (بوركينا فاسو)

كايا هي خامس أكبر مدينة في بوركينا فاسو تقع شمال شرق العاصمة واغادوغو وهي مركز رئيسي لصناعة النسج والدباغة.